# Алтмяе
А́лтмяе (ест. Altmäe küla) — село в Естонії, у волості Нио повіту Тартумаа.

## Населення
Чисельність населення на 31 грудня 2011 року становила 29 осіб.